# Giyathuddin Tughluq

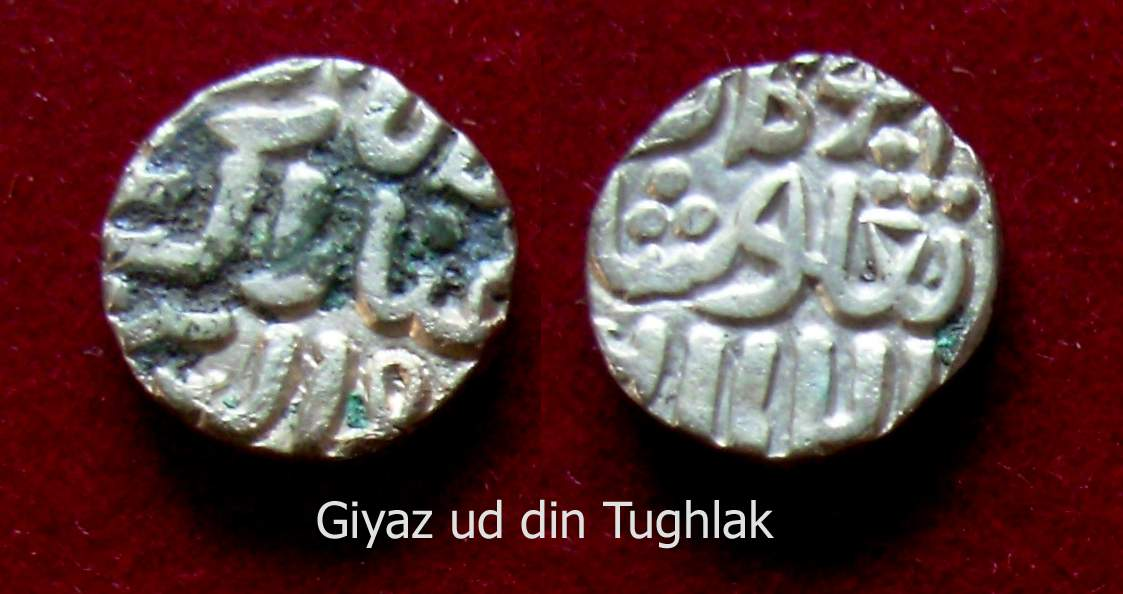
Zilveren munt van Ghiyath al-Din Tughluq

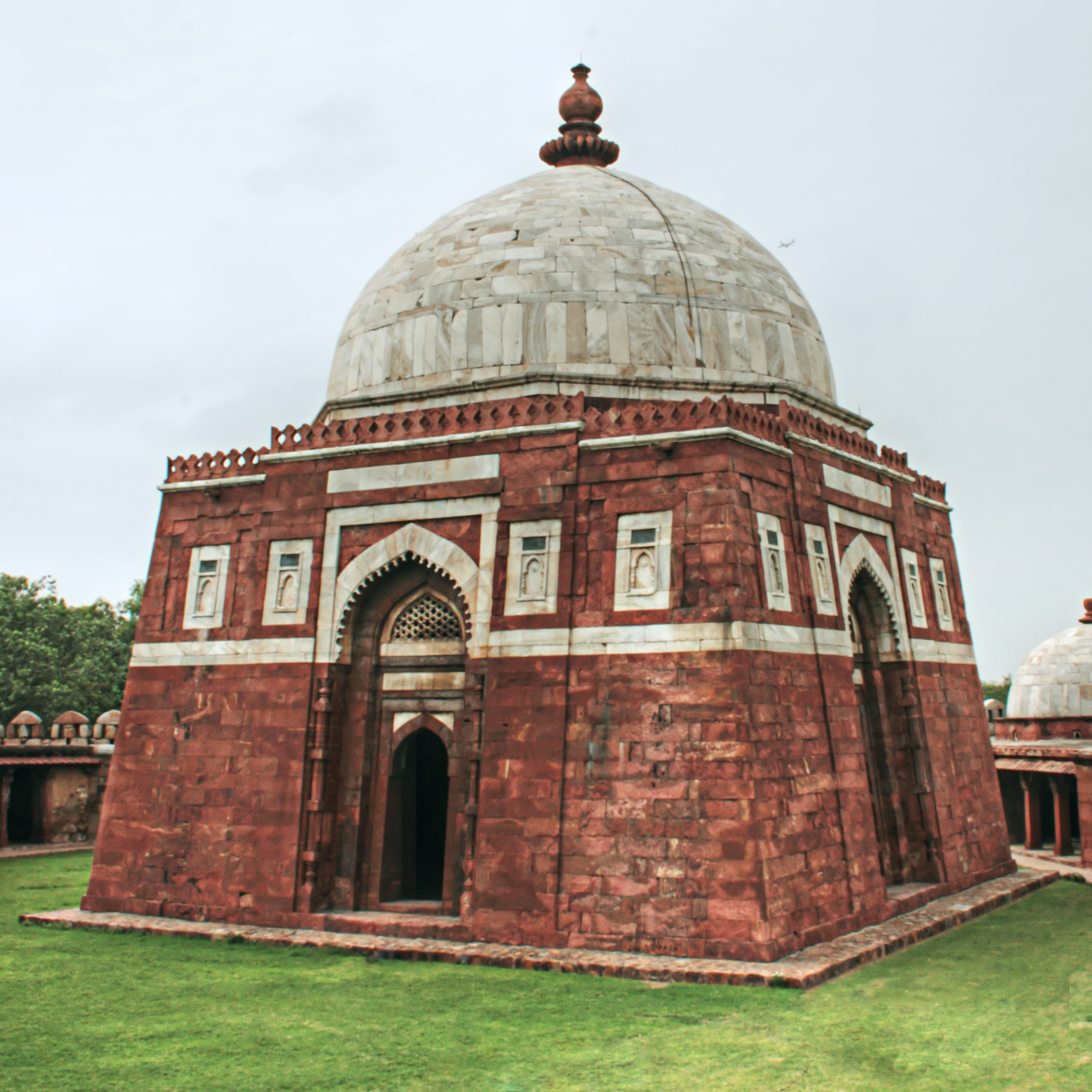
Tombe van Ghiyath al-Din Tughluq in Tughluqabad, in het zuiden van Delhi.

Ghiyath al-Din Tughluq (Perzisch: غیاث الدین تغلق; overleden februari 1325) was de stichter en eerste heerser uit de Tughluqdynastie, die over het sultanaat Delhi regeerde.
Zijn vader was een Qarauna, een van afkomst Mongoolse slaaf, die aan het hof van sultan Ghiyasuddin Balban diende. Zijn moeder behoorde tot de Jats, een bevolkingsgroep in het centrale deel van het noorden van India. 
Sultan Alauddin Khalji stelde Ghiyath al-Din aan het hoofd van een leger van 10.000 man, dat de noordwestgrens tegen de Mongolen van het kanaat van Chagatai moest beschermen. Nadat de sultan stierf werd hij opgevolgd door zijn incapabele zoon Qutbuddin Muhammad Shah, die in 1320 werd vermoord door de impopulaire Khusrau Khan. Dit was voor Ghiyath al-Din aanleiding om de militaire macht van Sindh en Punjab te verzamelen en op Delhi af te marcheren. Daar wist hij Khusrau Khans troepen te verslaan en werd hij uitgeroepen tot sultan.
Als sultan voerde hij succesvol oorlog tegen Bengalen, Warangal en Andhra. Hij liet in Delhi een nieuwe hoofdstad bouwen, die Tughluqabad werd genoemd. Ghiyath al-Din regeerde tot zijn dood in 1325 en werd opgevolgd door zijn zoon Muhammad bin Tughluq, onder wie het sultanaat op het toppunt van zijn macht zou komen.